# Kreuzgewölbestall

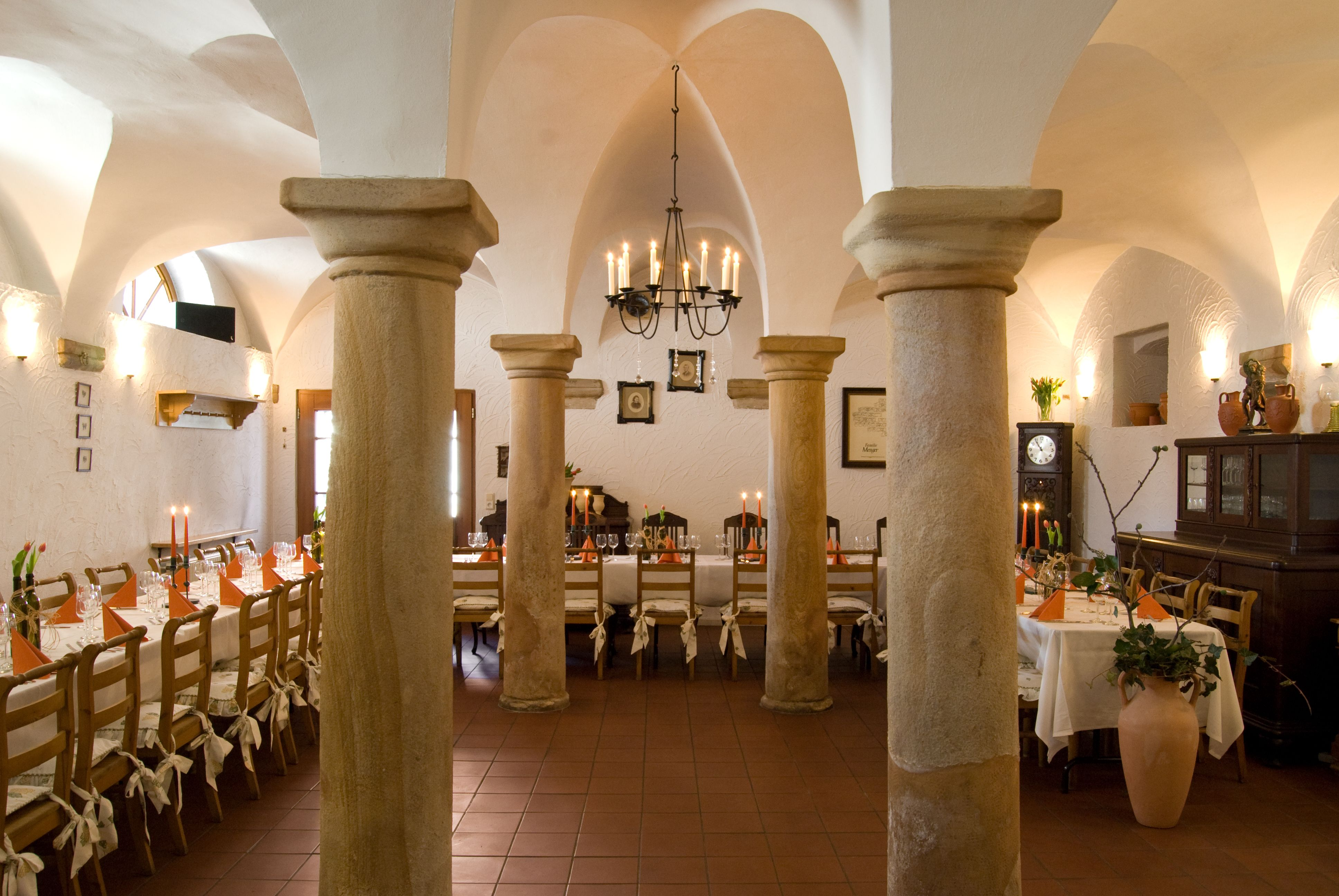
Kreuzgewölbestall in Eich: 1824 erbaut als Kuhstall, heute als Weinprobiersaal genutzt

Als Weinstube genutzter Kreuzgewölbestall in der Wahlheimer Sandmühle

Die Kreuzgewölbeställe, entstanden in der nachnapoleonischen Zeit, als viele ehemalige Kirchenhandwerker neue Kunden für ihre Baukunst suchten. Einige Winzer und Eigentümer dieser in Rheinhessen häufig anzutreffenden kreuzgratgewölbten Kuhställe haben sich zur Vermarktung in der Interessengemeinschaft Rheinhessische Weingewölbe zusammengeschlossen und prägten durch ihre kulturelle- und weinvertriebliche Nutzung die Bezeichnung Kuhkapellen. Mittlerweile sind sie ein nicht mehr wegzudenkender Teil der Weinarchitektur des Rheinhessischen Weinanbaugebiets.

## Neue Kundschaft für alte Künste
Im frühen 19. Jahrhundert brachen Maurermeister Franz Ostermayer aus Eisenberg in der Nordpfalz und anderen Handwerkern seiner Zunft die kirchlichen Kunden weg. Die Klöster und Kirchen im damaligen Département du Mont-Tonnerre waren säkularisiert worden. Im Reichsdeputationshauptschluss wurden die Fürsten dafür auf der rechtsrheinischen Seite entschädigt. Durch die Reformation waren jedoch auch die Klöster in den verbleibenden rechtsrheinischen Gegenden in Auflösung begriffen. Die Auftraggeber für neue Gebäude fehlten daher in weiten Teilen von Pfalz, Rheinhessen und Franken.

## Neue Erfordernisse
Bereits im späten 18. Jahrhundert wurde die Landwirtschaft intensiviert und neue agrarische Produktionsweisen erbrachten höhere Erträge in der Viehhaltung. Anbau und Fütterung von Klee, Stallhaltung des Viehs und Düngung der Äcker ermöglichten eine prosperierende Landwirtschaft. Da die meisten Ställe um 1800 noch in Fachwerkbauweise errichtet waren, führten die neuen Betriebsgrößen bald zu Problemen mit der Statik. Die Brandgefahr stieg wegen der Zersetzungsprozesse am Material, die durch die Ausdünstungen des Viehs und des Mistes in hoher Konzentration entstanden.
Die Ställe waren im frühen 19. Jahrhundert für das wirtschaftliche Wohlergehen mindestens genauso wichtig wie die Wohnungen im Haupthaus, daher investierte man viel Geld.
Die handwerklichen Kenntnisse der Kirchenbauer waren nun höchst willkommen, um Steingewölbebauten für eine intensivere Viehwirtschaft zu errichten. In Rheinhessen förderte dies ein von der großherzoglich-hessischen Regierung ins Leben gerufener landwirtschaftlicher Verein für die agrarische Modernisierung. Im Jahr 1841 druckte die Vereinszeitschrift einen Vortrag des Osthofener Gutsbesitzers Best ab, der „die Anwendung der Kreuzgewölbe in Viehställen, insbesondere aber die Einführung einer neuerdings erfundenen Vereinfachung in den nöthigen Einschalungsvorrichtungen“ zum Thema hatte.

## Staatliche Förderung
Ludwig von Lichtenberg, der von 1835 bis 1845 Generalkommissar Provinz Rheinhessen war und bereits seit 1817 Regierungspräsident, forderte andere regionale Maurermeister im Jahre 1842 auf, bei Franz Ostermayer die Technik der Gewölbebauweise zu erlernen. Bis zum Jahre 1856 wurden etwa 50 Maurermeister geschult.
Die staatliche Förderung der neuen Statik führte zum Bau von schätzungsweise 300 Kreuzgratgewölben und schuf damit einen regionalen Bautyp, der im weiteren Umland (Nahe, Glan, Hunsrück) aufgrund fehlender Finanzmittel und mangelnder Materialien – zum Beispiel Sandstein für die Säulen – nur vereinzelt zu finden ist. Große Gewölbeställe kosteten fast so viel wie ein zweistöckiges Wohnhaus. Die frühsten Beispiele stammen aus dem Jahr 1832. Der Höhepunkt der Bautätigkeit in diesem Stil lag zwischen 1850 und 1880. Später setzten sich das Moniereisen und Stahlträger und damit die Kappendecke durch.

## Ausprägungen

Kapitell (Sandmühle Wahlheim)

Die Kreuzgrate spannen sich von Mauer zu Mauer und liegen auf eingelassenen, einfach geformten Kapitellen auf. Je nach Größe der Anlagen durchziehen eine oder zwei Säulenreihen den Raum. Die Tiere standen mit dem Kopf zur Mauer. Bei der Bauweise mit zweireihigen Säulen gewinnt man einen Mittelgang, wobei die Tiere in zwei Reihen an jeder Längsseite des Stalles stehen.

## Weitere Veränderungen
Als in Rheinhessen Mitte des letzten Jahrhunderts die Milchwirtschaft schrittweise aufgegeben wurde, sattelten immer mehr Betriebe gänzlich auf Getreide- und Weinbau um. Die Kuhkapellen wurden entweder abgerissen oder aber zu Lagergebäuden umgewandelt.

## Gegenwart
Heute vermitteln die Gebäude den Eindruck klösterlicher Behaglichkeit. Bereits zu Beginn der 1980er-Jahre erkannten die Kunden noch vor den Besitzern die Bedeutung dieser Gewölbe für Gastronomie und Touristik. Die schönsten dieser Konstruktionen sind heute renoviert und dienen innerhalb der Direktvermarktung des Weins als Weinprobierstuben oder Straußwirtschaften. 1999 haben sich etwa 50 Eigentümer zur Interessengemeinschaft Rheinhessische Weingewölbe zusammengeschlossen. Seitdem öffnen mindestens einmal im Jahr die imposantesten unter diesen Bauwerken für Kunstausstellungen, Konzerte, Theater, kulinarische Menüs oder einfach nur zum Hoffest.